# Leptinopterus v-niger
Leptinopterus v-niger is een keversoort uit de familie vliegende herten (Lucanidae). De wetenschappelijke naam van de soort is voor het eerst geldig gepubliceerd in 1845 door Hope in Westwood.